# Muelle Miraflores
El muelle Miraflores es un antiguo muelle ubicado en el puerto pesquero de Antofagasta, Chile. Fue construido en 1881 por encargo de la empresa salitrera Nitrate Agencies, y fue declarado monumento nacional, en la categoría de monumento histórico, mediante el Decreto Supremo n.º 3803, del 16 de noviembre de 1982.

## Historia
Comenzó su construcción el 4 de febrero de 1881 por encargo de la empresa Nitrate Agencies en el contexto de la explotación y transporte del salitre en la zona. Las obras fueron realizadas por el empresario lanchero Laureano Oyandel, pero el muelle tuvo que ser reedificado en 1899, ya que su infraestructura no permitía su correcta operación. La reconstrucción, realizada en una base de pilote riel con una superestructura de madera, llevó al inmueble a los 120 m de largo.
Representó un papel importante en la economía de la ciudad junto al muelle Salitrero Compañía Melbourne Clark, pero tras el fin de la época salitrera el muelle Miraflores terminó abandonado y en desuso. Desde 1954 es administrado vía concesión por el Club de Yates de Antofagasta.
En 1988 sufrió una marejada que dejó graves daños en su parte central.